# Монгохто
Монго́хто — посёлок (закрытый военный городок № 43) в Ванинском районе Хабаровском крае России.  
С районным центром (городское поселение «посёлок Ванино») связан автодорогой Совгавань — Монгохто, и далее, с остальным миром — долгостроящимся шоссе Лидога — Ванино, которое, в свою очередь, выходит на федеральную трассу Р454 Хабаровск — Комсомольск-на-Амуре. Пассажирская ж/д станция Ландыши расположена в 7 километрах по дороге от посёлка.

## Топоним
Название «Монгохто» (первоначально произносилось Могокто с ударением на последнем слоге) заимствовано от одноимённой железнодорожной станции в 4,5 километрах северо-восточнее посёлка, которая, в свою очередь, так была именована по названию ближайшего большого стойбища орочей, после 1940-х годов переименованный в село Алексеевка, находящегося на противоположном берегу реки Тумнин или Тумджин (стар.).  По орочански «Могокто» — тростник: ниже станции по течению реки Тумнин есть несколько островов и мелководные протоки, заросшие тростником, который орочи использовали для бытовых нужд.

## География
Посёлок расположен на северной оконечности Советско-Гаванского нагорья хребта Сихотэ-Алинь, тихоокеанском побережье (материковая часть Татарского пролива, 49º15´ северной широты и 140º17´восточной долготы), в 15 километрах севернее порта Ванино, на горной возвышенности на высоте около 160 метров от уровня моря, в 14 километрах северней порта Ванино, в 32 километрах северо-западнее города Советская Гавань. 
Посёлок Монгохто относится к местности, приравненной к районам Крайнего Севера. На проживающих и работающих лиц распространяются льготы, предусмотренные законодательством РФ.
С южной стороны, в двух километрах, протекает горная речка Большая Дюанка; с севера в трёх километрах от посёлка протекаёт река Тумнин, и сразу за ней видны 600-метровые сопки Приморского хребта, ближайшая — гора Вулкан высотой 321 метр. С востока в пяти километрах находится северная оконечность бухты Силантьева. На западе — тайга и горы Сихотэ-Алинского хребта, до сопок высотой более 1000 метров расстояние приблизительно 60 километров. Плато, на котором расположен посёлок и аэродром, вытянулось с востока на запад приблизительно на 10 километров в длину и в ширину около 3 километров. От побережья к горам идёт постепенное повышение, так что аэродром выше жилмассива в среднем на 40—50 метров.

### Климат
морской (умеренный муссонный), типичный для побережья Дальнего Востока, с довольно значительными суточными перепадами температуры. Ветры с моря летом несут туманы и холод, а зимой — потепление. Западные континентальные ветры зимой несут холод, а летом — жару.

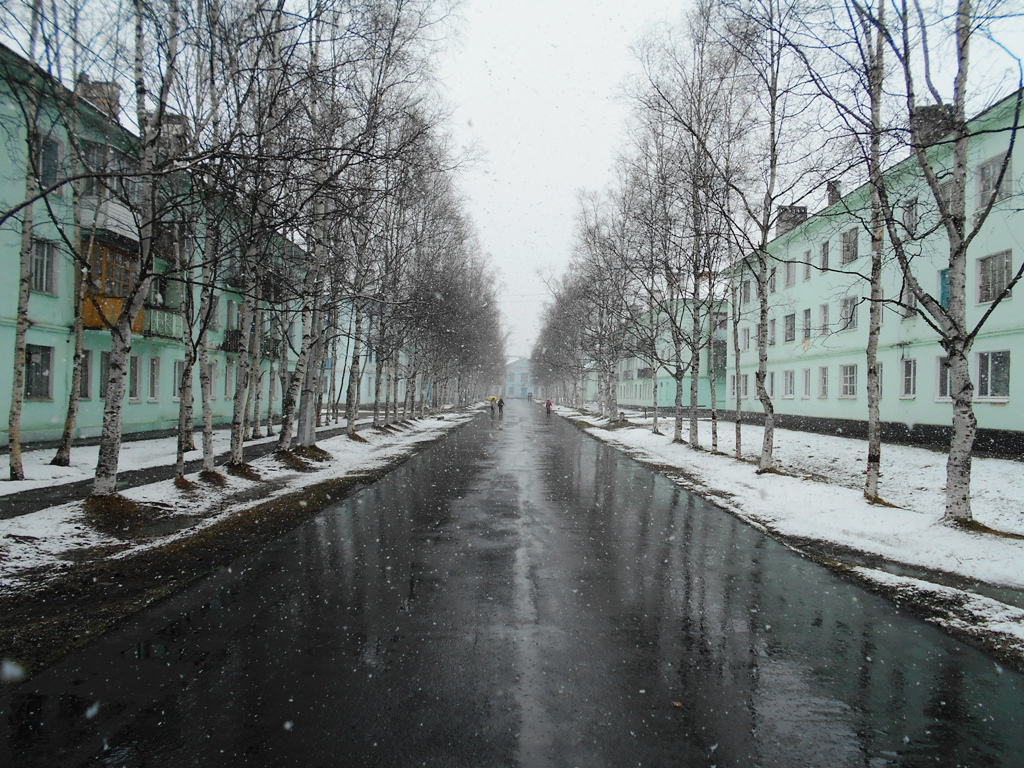
Монгохто — снег в середине мая

Зима мягкая и снежная, весна продолжительная и затяжная, лето достаточно прохладное, осень очень поздняя и сухая, тёплая, но очень короткая. Весь бесснежный период характерен суточными изменениями направления ветра — ночью с материка, днём с моря. Осенью часты достаточно сильные и устойчивые ветры, как правило, до середины января, пока не стабилизируется ледяной покров в проливе. Снежный покров лежит около шести месяцев, с начала ноября по начало мая, причём таяние снега начинается рано, лужи на дорогах появляются уже в конце февраля. Первая половины зимы может быть малоснежной или вообще без снега, и на Новый год — голая промёрзшая земля, однако в феврале обычно начинаются обильные снегопады, продолжающиеся до конца апреля — первой половины мая. Среднестатистическая температура декабря −16 °С (рекордный «дубак» отмечен в январе 1968 года −38 °С, а рекорд январского тепла составляет 0 °С, рекорд начала февраля +14 градусов! (1999 год)). Средняя дневная температура середины июня + 16 °С, зарегистрированный минимум −1 °С (и снегопад), а максимум +34 °С. Климатическое лето (среднесуточная температура выше +15) наступает в июле/августе (или может не наступить вообще).

### Флора и фауна
Растительность — густой смешанный и светлохвойный лес (лиственница) с густым подлеском, очень много разнообразного кустарника. 

## История

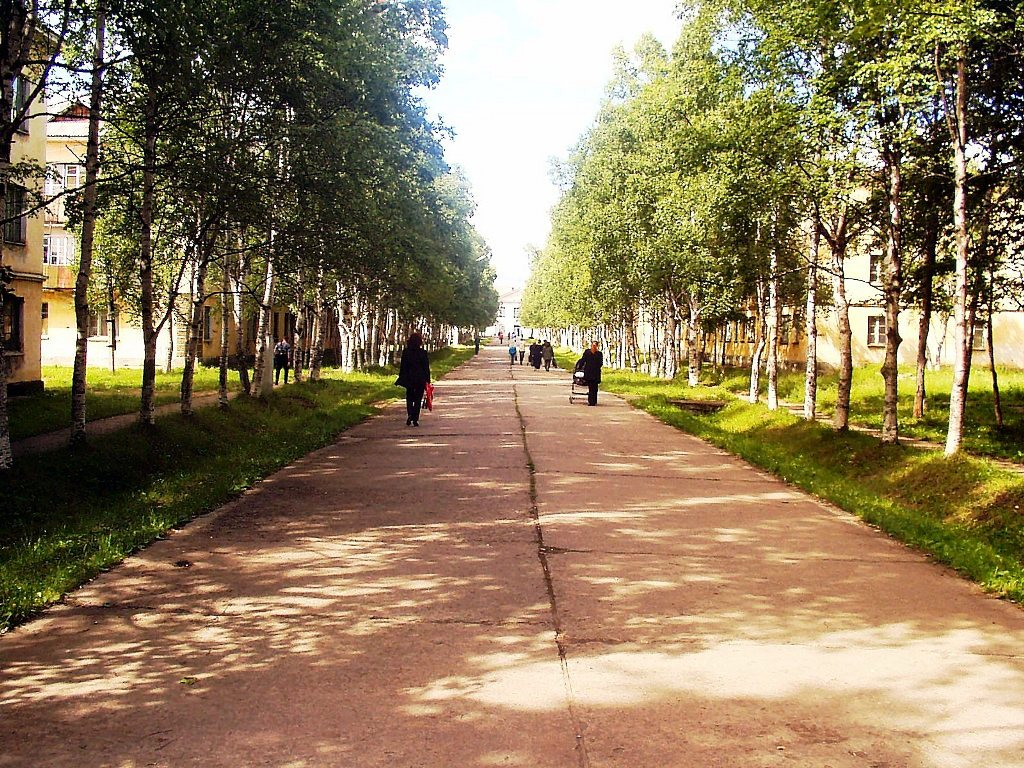
Монгохто, улица Театральная, протяжённость 600 метров, покрытие - монолитный железобетон (улица пешеходная, движение транспорта запрещено)

Началом истории п. Монгохто явилось строительство большого военного аэродрома Морской авиации. В соответствии с циркуляром Начальника Главного штаба ВМФ СССР № 0035 от 07.10.1947 г. в военном городке 1 декабря 1947 года была начата закладка жилых домов — этот день считается «Днём посёлка Монгохто». 
До 27 декабря 1973 года относился к Советско-Гаванскому району Хабаровского края, после образования 27 декабря 1973 года Ванинского района вошёл в его состав. До 1991 года посёлок являлся закрытым и обособленным режимным гарнизоном, для временного посещения которого иногородним лицам требовалось оформить специальное разрешение. На постоянной основе в посёлке жили исключительно военнослужащие, гражданский персонал МО и их семьи. Также в послевоенные годы в посёлке проживало незначительное количество осуждённых на «пожизненное поселение» — как правило, граждане, сотрудничавшие с немецкими оккупантами в годы Великой Отечественной войны.
Вся административная и хозяйственная внутрипоселковая деятельность осуществлялась командованием дислоцировавшегося здесь авиационного соединения и службами гарнизона (начальник гарнизона — генерал-майор авиации). Так как номинально он входил в состав Даттинского сельского Совета, в Даттинском сельсовете осуществлялась регистрация актов гражданского состояния. В соответствии с решением Президиума Хабаровского краевого Совета народных депутатов от 03.01.1991 г. № 2-ПС «О разукрупнении Даттинского сельского Совета и образовании Монгохтинского сельского совета Ванинского района», 12 мая 1991 года был избран Монгохтинский сельский Совет народных депутатов.
Администрация посёлка Монгохто была образована 4 января 1992 года и является преемником территории сельского совета.
Постановлением Законодательной Думы Хабаровского края № 464 от 2 октября 2002 года утверждён Устав муниципального образования «Посёлок Монгохто».

## Население

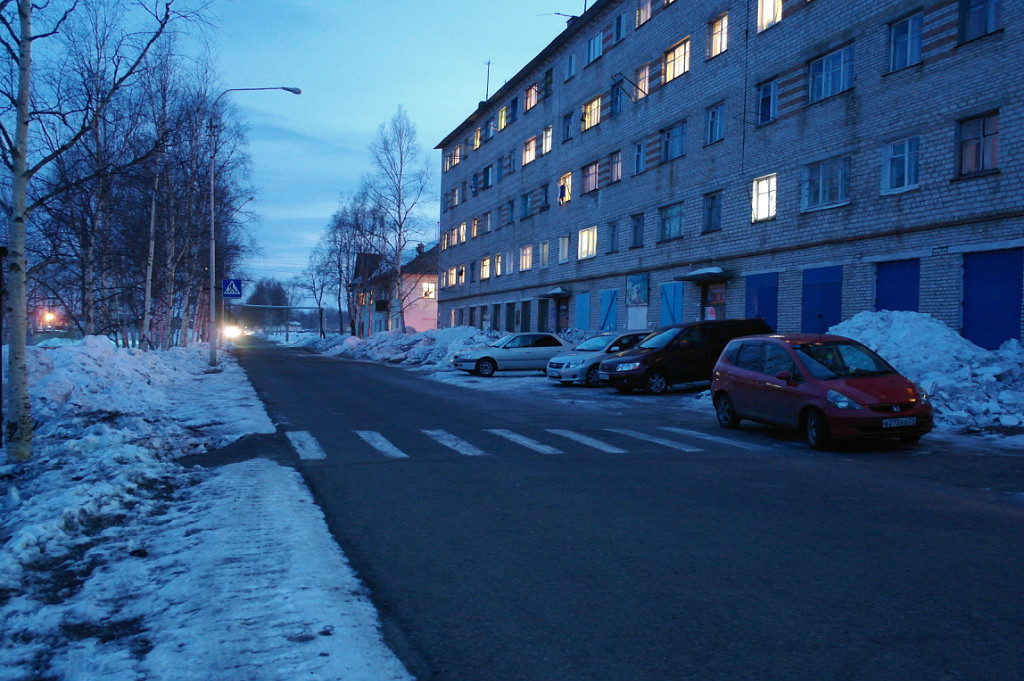
п. Монгохто, ул. Школьная вечером

| 1979  | 1992  | 2002  | 2010  | 2011  | 2012  | 2013  |
| ----- | ----- | ----- | ----- | ----- | ----- | ----- |
| 6535  | ↗7800 | ↘4372 | ↘4120 | ↘4088 | ↘4031 | ↘4007 |
| 2014  | 2015  | 2016  | 2017  | 2018  | 2019  | 2020  |
| ↘3940 | ↘3927 | ↘3842 | ↘3832 | ↘3752 | ↘3723 | ↘3697 |
| 2021  | 2025  |       |       |       |       |       |
| ↘3118 | ↘3114 |       |       |       |       |       |

## Инфраструктура
Гарнизон именуется «Каменный ручей», здесь проживает личный состав военного аэродрома, семьи военнослужащих и гражданский персонал авиабазы. Часть населения занята в сфере обслуживания.
Муниципальный жилой фонд — 28 трёх- и пятиэтажных домов, общей площадью 73,4 тыс. м2, с централизованным водоснабжением и отоплением, а также сезонной горячей водой (в отопительный период, с конца октября по конец мая). В советские годы также были улицы Школьная и Авиационная — 22 двухэтажных восьмиквартирных деревянных дома без удобств, а также улицы Строительная, Лесная и Суворова. В настоящее время деревянные строения разрушены, дальние улицы частично застроены частными домовладениями.
Население посёлка обслуживают (на 2022 год) 11 продуктовых магазинов, парикмахерская, салон красоты, фотосалон, автомастерская, кафе, шиномонтаж, обувная мастерская, небольшой рынок, бытовой супермаркет «Десяточка», магазин канцелярии и бытовой химии "Канцелярия", магазин бытовой химии "Золушка", пункт выдачи Wildberries, магазины строительных материалов и магазины одежды и обуви. По линии МО РФ работает банно-прачечный комбинат, хлебопекарня, столовая, две гостиницы и общежитие. Финансовые учреждения — отделения Сбербанка России и Газпромбанка.

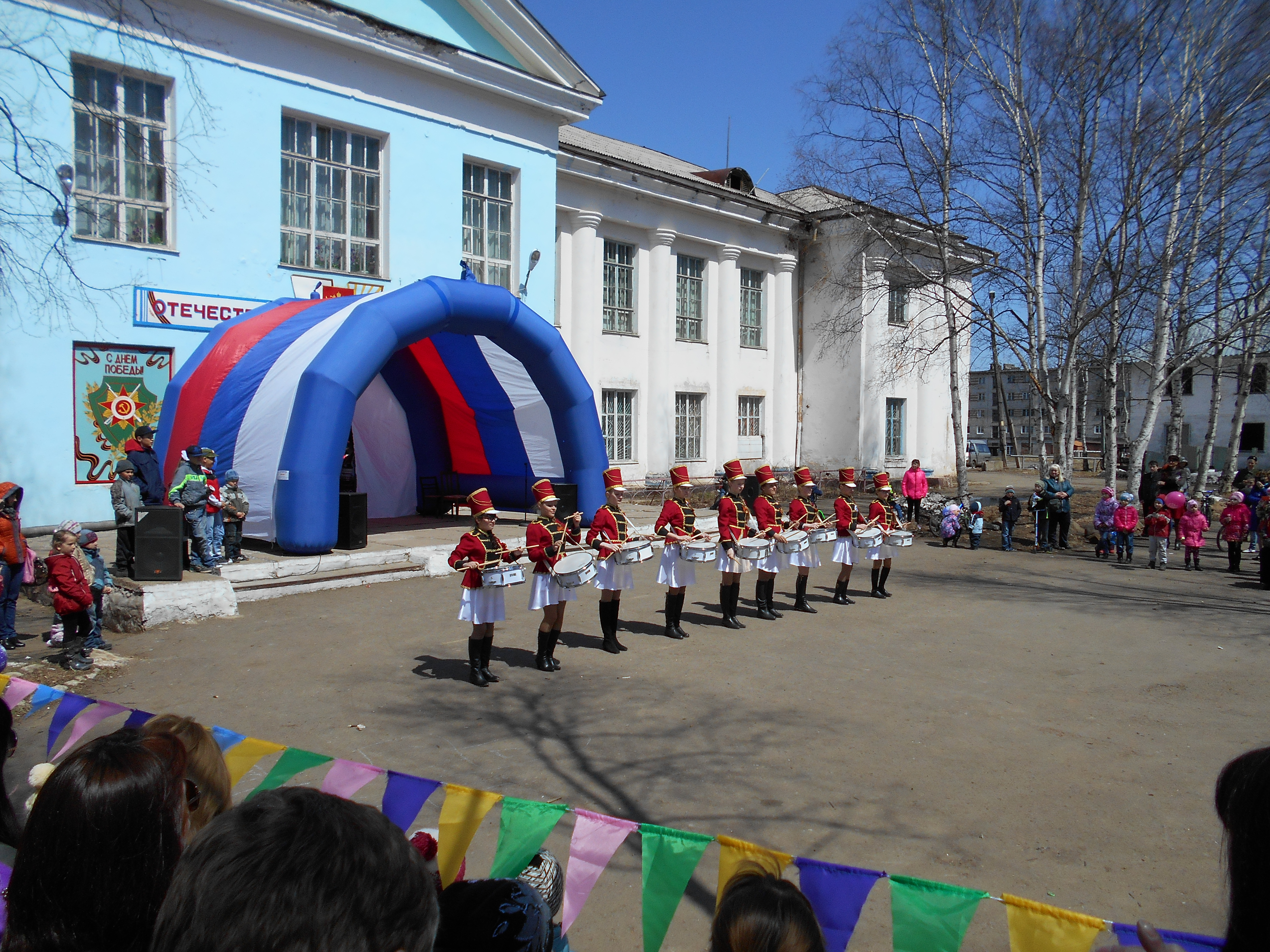
Праздник 9 Мая 2015 года

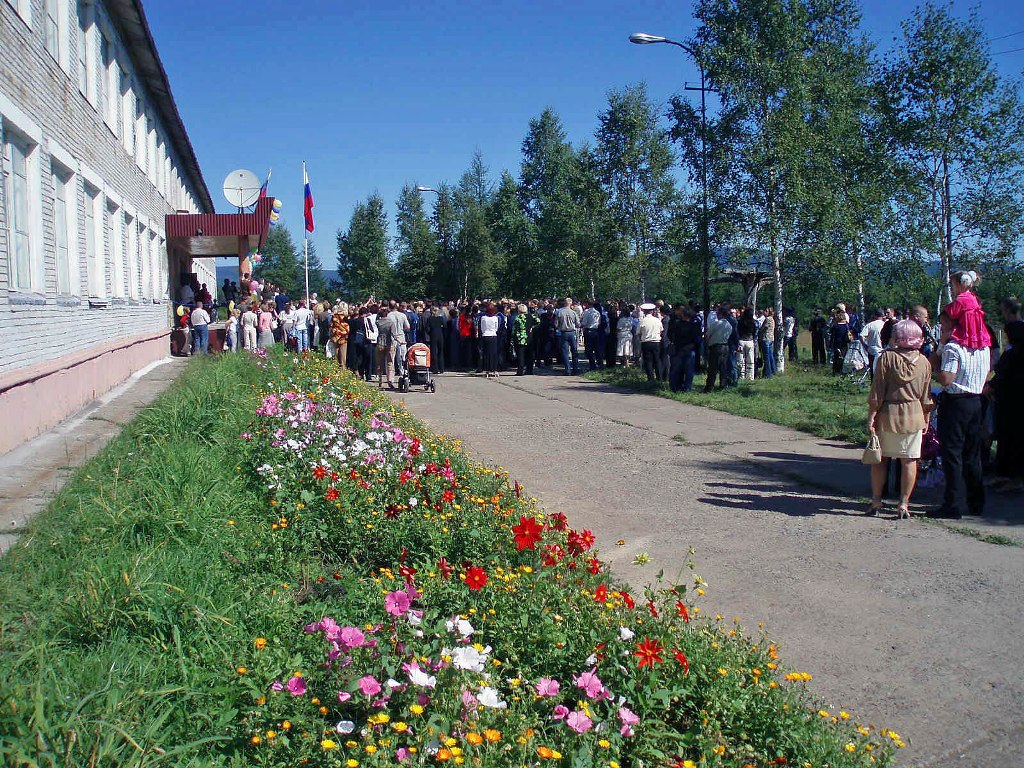
День знаний

В посёлке имеется средняя школа из двух корпусов, где обучаются порядка 400 учеников (загруженность около одной трети от проектной), а также детский сад «Золотой петушок», который в настоящее время посещают 110 детей (ещё два детских сада после распада СССР были закрыты). В образовательных учреждениях работают 73 педагога, также значительная часть (более половины) педагогического состава школы в с. Датта составляют учителя из Монгохто.
Каменноручьёвский Дом офицеров сформирован 1 декабря 1947 года. Основное здание введено в строй в 1953 году. Имеется два киноконцертных зала на 600 и 1400 человек, танцевальный зал, лекционный зал, бильярдный зал, музей и большая библиотека. В своё время в ДОФ-е выступали с гастролями достаточно известные артисты и коллективы. В связи с печально известными реформами Сердюкова, Дом офицеров в 2011 году планировался к ликвидации, но его удалось отстоять. Впрочем, здание давно требует капитального ремонта, а большой кинозал более 10 лет признан аварийным.
Также в посёлке при начальной школе действует детский сад и МБОУ ДОД «Детская школа искусств», с отделениями фортепиано, вокальное, художественное, баян, аккордеон и кибернетика.

## Здравоохранение
В советское время на территории посёлка работала амбулатория для гражданского населения, 143-я поликлиника ВВС ТОФ, лазарет от авиационно-технической базы, со своим стационаром, хирургическим и родильным отделением и круглосуточной дежурной службой (экстренной помощью), две аптеки.
В связи с сокращениями в ВС РФ, в настоящий момент на территории посёлка работает военная поликлиника (филиал № 4 1477-го Военно-Морского клинического госпиталя) и амбулатория. В экстренных случаях приходится вызывать скорую помощь ЦРБ п. Ванино. Работает одна частная аптека.

## Спорт
В центре посёлка расположен действующий стадион со стандартным футбольным полем. Также в посёлке имеется ведомственный спортклуб «Север» с баскетбольно-волейбольным залом, залом атлетики, хоккейной коробкой. Работают разнообразные спортивные секции в школе. Спортом занимаются военнослужащие (спортивная подготовка обязательна и регламентируется руководящими документами). Популярен волейбол (что традиционно для "большой" авиации), а в советские годы командование оказывало поддержку хоккею с шайбой — от каждой в/ч выставлялась своя команда, ежегодно проводились товарищеские и отборочные матчи, а также чемпионаты на приз начальника гарнизона. В настоящее время в гарнизоне имеется одна хоккейная команда "Хунхуз" для выездных соревнований.

## Транспорт
До райцентра, п. Ванино, проложена автомобильная дорога 08К-14 протяжённостью 29 км. Дорога горная. Построена в 1943 году женщинами-заключёнными. В 90-х годах дорога была реконструирована и заасфальтирована. Зимой 2014—15 годов в связи с активным строительством угольных терминалов в порту Ванино компанией СУЭК дорога была приведена в негодность большегрузными самосвалами. Бедственное состояние дороги освещалось телевидением, после чего потребовалось вмешательство краевых властей.
Имеется автобусное сообщение: муниципальный автобус междугороднего маршрута № 103 «Вокзал-Ванино-Монгохто», с заходом в с. Датта, маршрутный микроавтобус «Монгохто-Ванино-ЦРБ», а также частные такси. Протяжённость дорожно-уличной сети сельского поселения «Посёлок Монгохто» составляет 9300 метров, в том числе с усовершенствованным покрытием (бетон, асфальтобетон) — 7800 метров, оборудованы две автобусные остановки. Имеется платная охраняемая автостоянка.
Ближайшая железнодорожная пассажирская станция «Ландыши» расположена на удалении 8 км от посёлка. На станции имеется билетная касса и зал ожидания на 20 мест. Пассажирский поезд 351/352 «Владивосток-Советская Гавань» ходит один раз в день (вечером — до Владивостока, утром — до Советской Гавани). В советские годы от гарнизона на станцию регулярно ходила грузовая машина с кузовом типа КУНГ, переоборудованным для перевозки людей (т.н. "коробка"). С развалом СССР машина больше не ходит, пассажиры добираются каждый кто как сможет.
Возле станции имеется автомобильная парковка. Подъезд к станции по состоянию на 2015 год не заасфальтирован.
Проезд иногороднего транспорта и граждан в п. Монгохто ограничен ввиду военного предназначения посёлка — в двух километрах не доезжая посёлка расположен контрольно-пропускной пункт (КПП-1).

## Связь
В посёлке имеется АТС на 200 номеров, с помощью которой осуществляется междугородняя связь и доступ в Интернет, предоставляемый ОАО «Ростелеком». Для оперативной связи внутри посёлка имеется 2 АТС по 100 номеров каждая, работают четыре оператора сотовой связи (МТС, Теле2, Билайн и МегаФон).
Жители посёлка имеют возможность принимать несколько эфирных телеканалов: «Первый канал», «Россия-1», «НТВ», Хабаровское «Первое краевое телевидение», «5 канал», «Спорт». Также имеется сеть платного кабельного телевидения на тридцать четыре аналоговых канала и 20 цифровых, а также интерактивное телевидение. В частном порядке устанавливаются спутниковые параболические антенны, принимающие сигнал со спутника «Ямал-202».
На территории СП «Посёлок Монгохто» возможен уверенный приём четырёх вещательных FM-радиостанций: «Ретро FM», «Шоколад-FM», «Радио-Шансон» и «Европа Плюс».
Имеется узел почтовой связи, занимающий половину первого этажа пятиэтажного дома Школьная 2Б. Почтовый индекс — 682882.

## Достижения
По итогам конкурса «Самое благоустроенное поселение Хабаровского края в 2013 г.» п. Монгохто занял 2 место в III категории (численность населения — от 3 до 10 тыс. человек). Источник: http://habarovsk.bezformata.ru/

## Фотогалерея

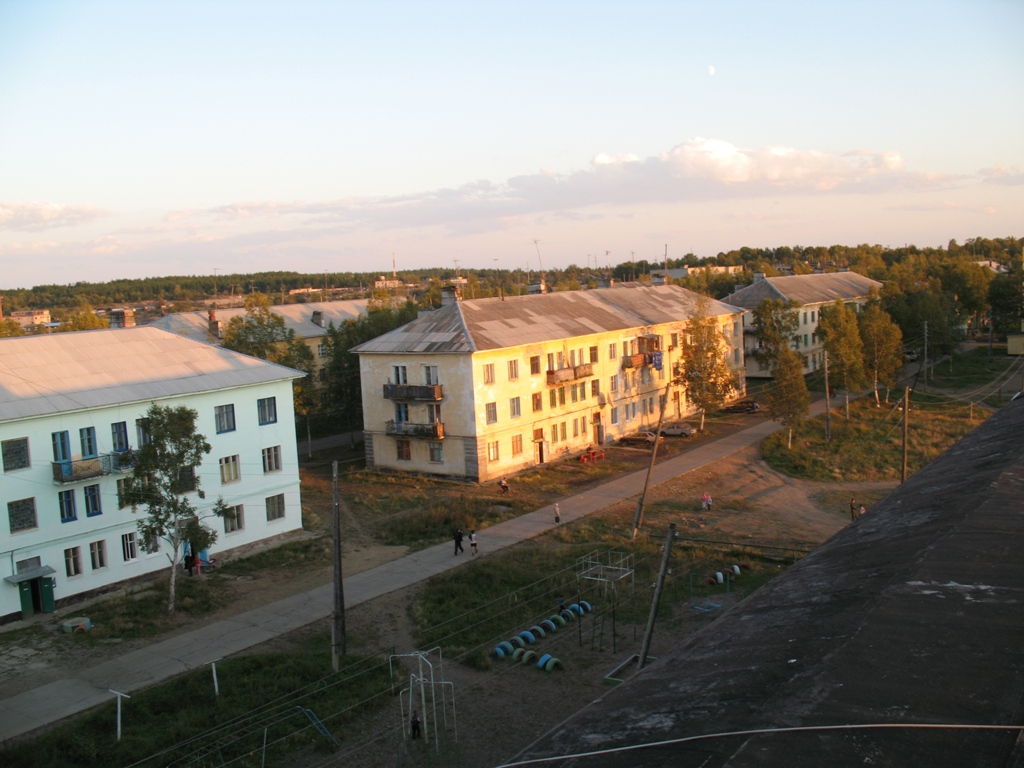
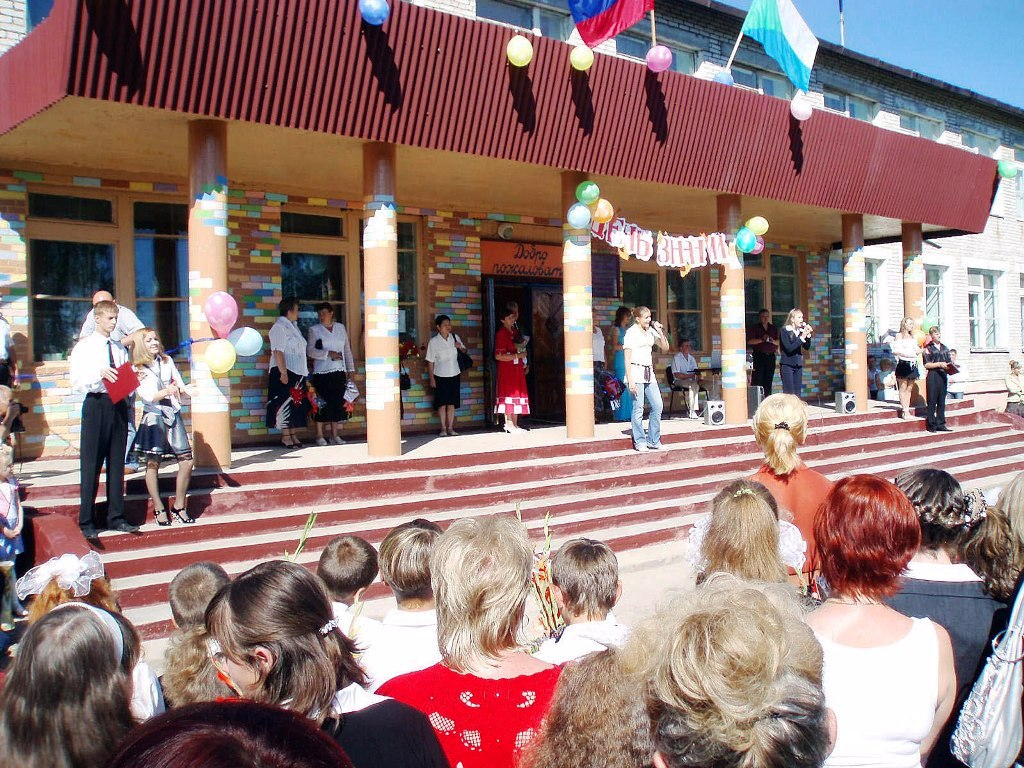